# Jeanne Geneviève Labrosse

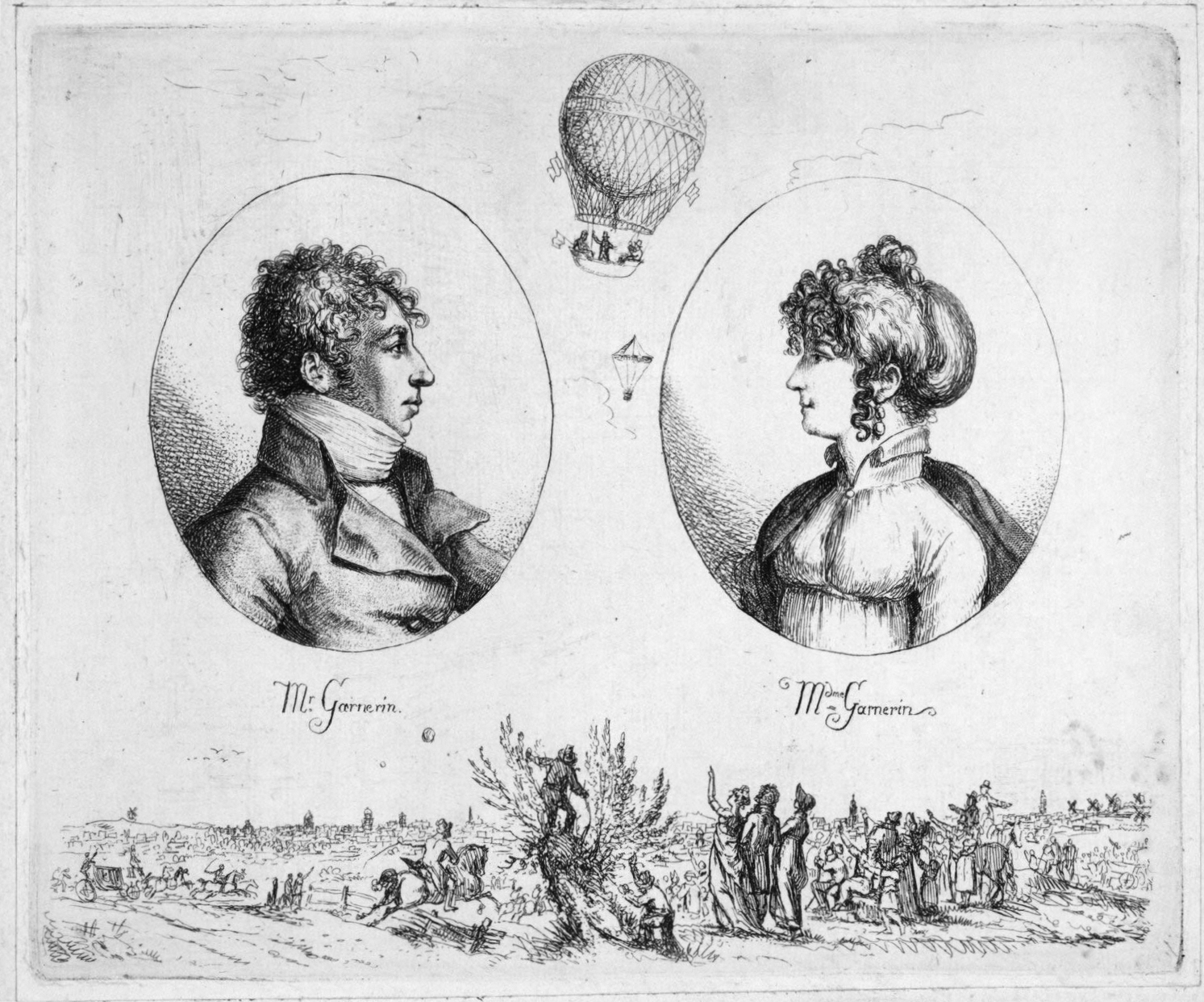
Señor y señora Garnerin.

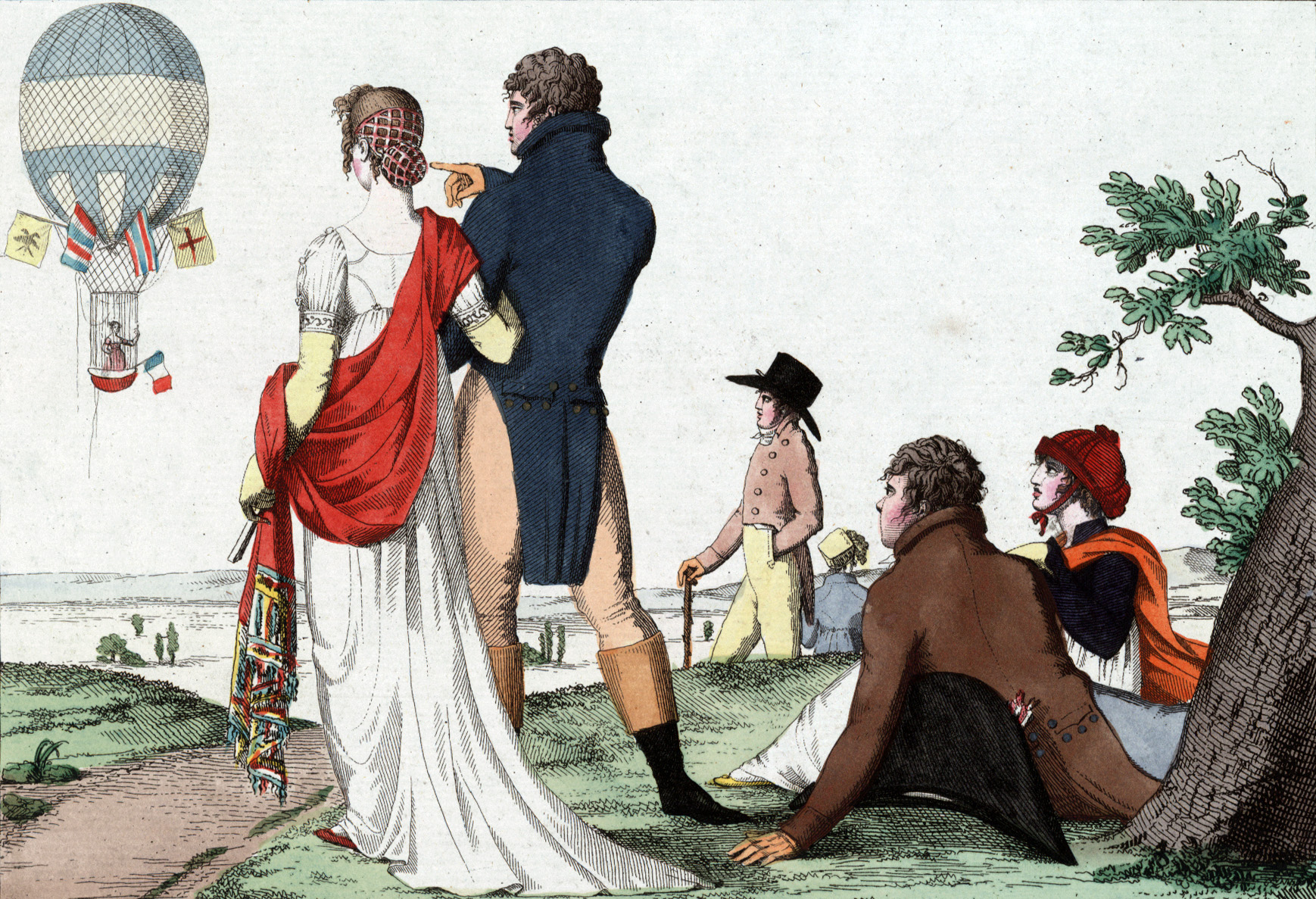
Espectadores viendo a Jeanne-Geneviève Garnerin ascendiendo en globo aerostático el 28 de marzo de 1802. Algunos años antes Garnerin había sido la primera mujer en ascender en un globo sin un piloto varón.

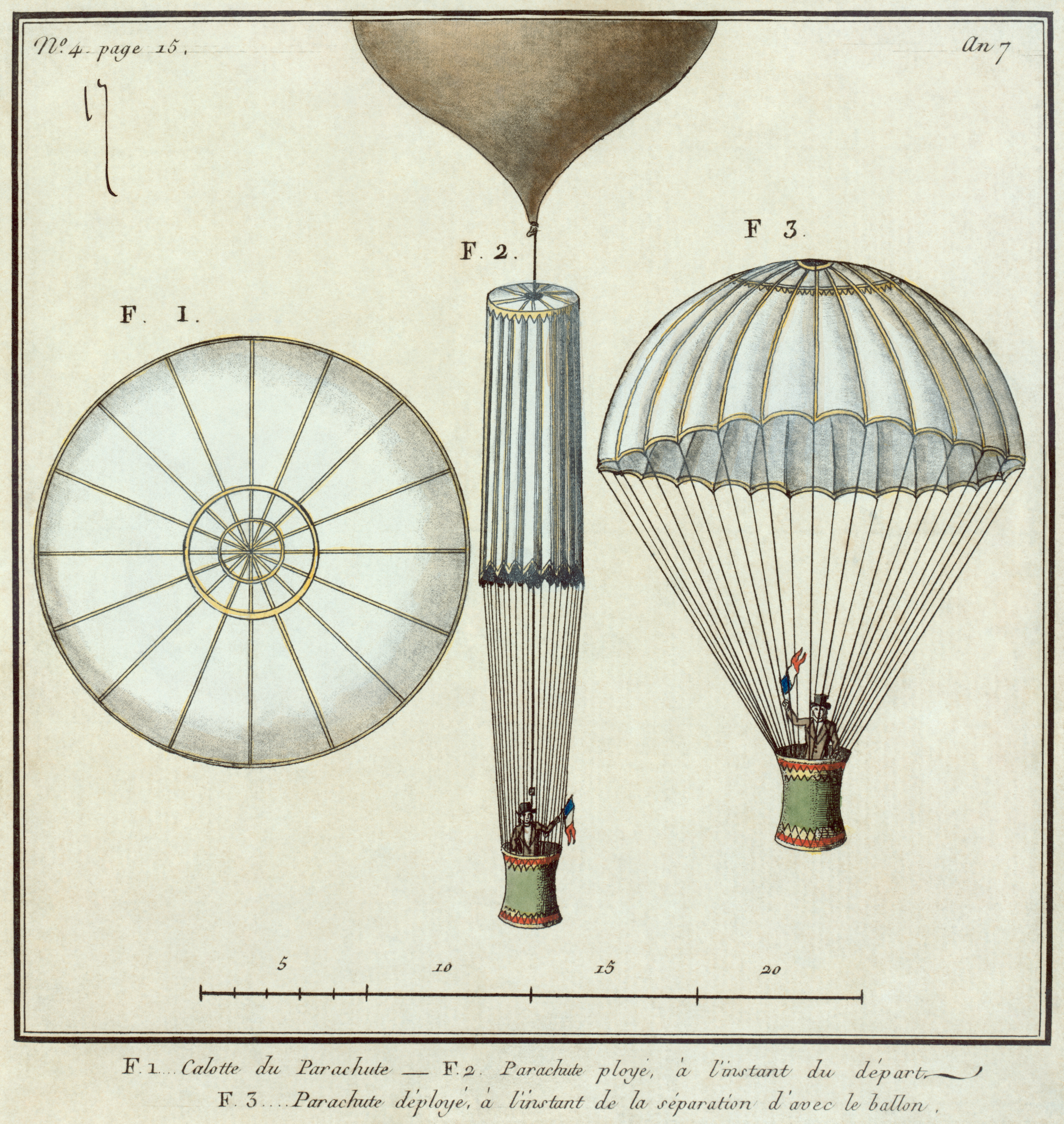
Representación esquemática del primer paracaídas de Garnerin utilizado en el Parc Monceau el 22 de octubre de 1797.

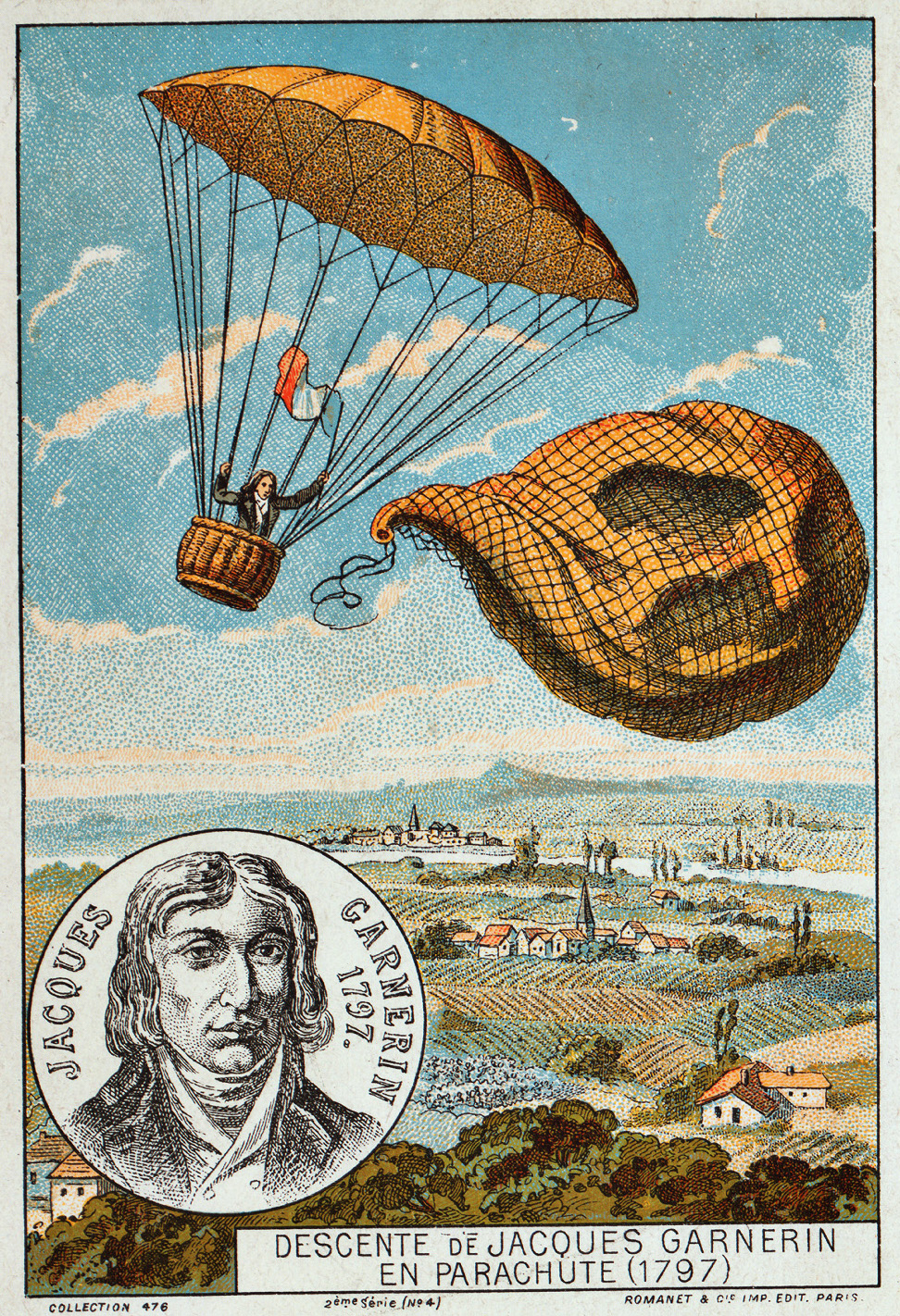
Garnerin libera el globo aerostático y desciende con la ayuda de un paracaídas, 1797. Ilustración de finales del

Jeanne Geneviève Garnerin (1775-1847), nacida Labrosse, fue una voladora de globos aerostáticos y paracaidista francesa. Fue la esposa de André-Jacques Garnerin, volador de globos aerostáticos e inventor del paracaídas sin marco.
Labrosse fue una de las primeras mujeres en volar en globo, realizando su primer vuelo el 10 de noviembre de 1798. Más tarde se convertiría en la primera mujer en volar un globo aerostático completamente sola y también la primera mujer en lanzarse en paracaídas (desde una góndola), cuando se lanzó desde una altitud de 900 metros el 12 de octubre de 1799.

## Vida
Jeanne Labrosse se encontraba entre el público que observaba a André-Jacques Garnerin en su primer vuelo en un globo aerostático de hidrógeno y posterior descenso en paracaídas en el Parc Monceau, París, el 22 de octubre de 1797. Poco después ambos se conocieron, Labrosse se volvió su pupila y voló con él el 10 de noviembre de 1798 en el Parc Monceau. En algunos lugares se la describe como la primera mujer en volar en un globo aerostático aunque Élisabeth Thible realizó un vuelo en 1784 y Citoyenne Henri había volado con Garnerin el 8 de julio de 1798, cuatro meses antes.
El 12 de octubre de 1799, Labrosse fue la primera mujer en lanzarse en paracaídas, cuando se lanzó desde 900 metros de altura. Continuó su carrera como paracaidista, lanzándose en muchas ciudades de Francia y el resto de Europa.

### Patente del paracaídas
El 11 de octubre de 1802, firmó la solicitud de patente en nombre de su esposo por un aparato llamado paracaídas destinado a disminuir la velocidad en la caída de la góndola de un globo después de su explosión. Sus órganos esenciales son una superficie de tela que soporta la góndola y un círculo de madera que se encuentra abajo y al exterior de paracaídas y que sirve para mantenerlo abierto después de la ascensión: debería facilitar su desempeño en el momento de la separación con el globo, manteniendo una columna de aire.

## Gira inglesa
André-Jacques tenía el título oficial de Oficial Aeronáutico de Francia y era apodado como el aérostatier des fêtes publiques (aerostático de las fiestas públicas) así que la pareja visitó Inglaterra en 1802 durante la Paz de Amiens. Completaron varias demostraciones de vuelo, tras las cuales se les dedicó un verso popular en inglés.
Jeanne Garnerin acompañó a su esposo en su tercer vuelo sobre Londres. Se estima que uno de sus descensos en paracaídas fue de 8000 pies (2438 metros). Cuando la guerra entre Francia y Gran Bretaña se reanudó en 1803, la pareja tuvo que dejar Inglaterra y volver a Francia, donde continuó haciendo vuelos y descensos en paracaídas.

## Vida familiar y personal
El esposo de Jeanne Geneviève murió en 1823. Posteriormente conoció a la heroína de la revolución francesa y las guerras napoleónicas Marie-Thérèse Figueur, con quien abrió un restaurante de tipo table d'hôte.
La sobrina de Jeanne Geneviève, Elisa Garnerin, nacida en 1791, aprendió a volar globos aerostáticos a los 15 años y realizó 39 saltos en paracaídas profesionales entre 1815 y 1836 en Italia, España, Rusia, Alemania y Francia. Elisa Garnerin era especialmente popular en Italia donde era apodada Prima Aeroporista (Primera Paracaidista en italiano).

## Conmemoración
El 17 de octubre de 2006, se nombró en su honor la calle rue Jeanne Garnerin en Wissous, Francia.